# Bischofsweg (Köln)

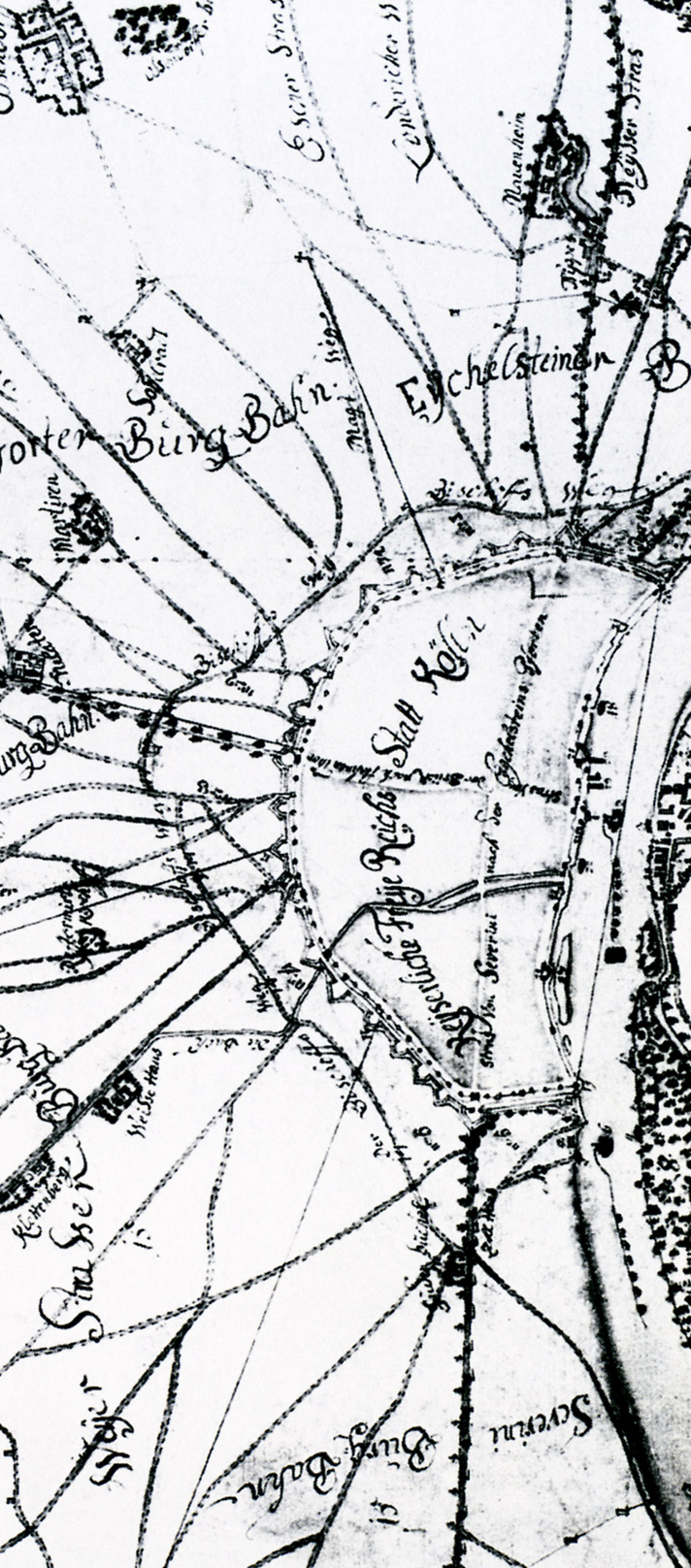
Der Bischofsweg., Schweidkarte 17. Jh.

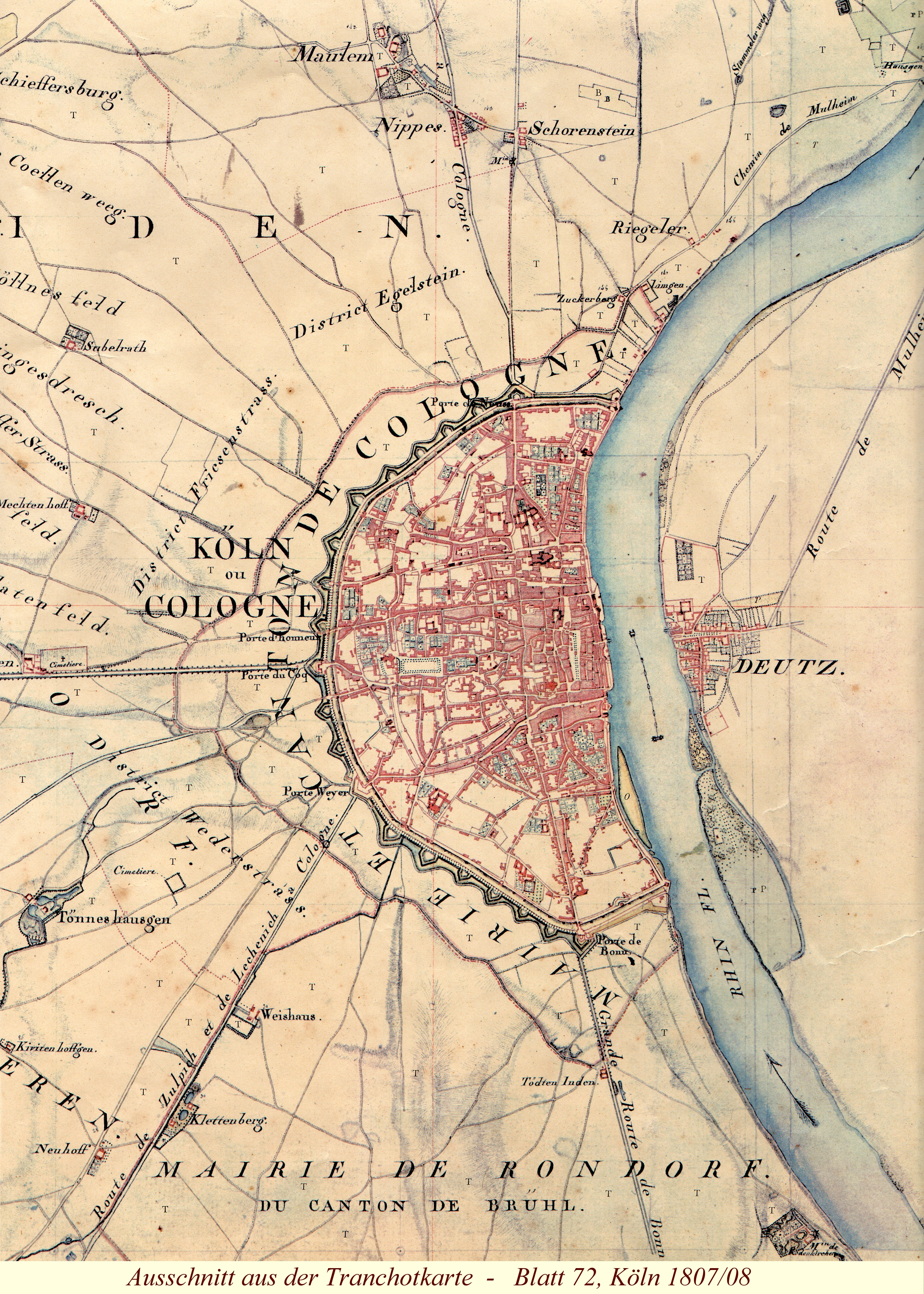
Tranchot-Karte (1801–1814)

Der Bischofsweg markierte in Köln im Mittelalter die Trennung zwischen der erzbischöflichen Gewalt gegenüber der freien Reichsstadt Köln und orientierte sich grob am Verlauf der mittelalterlichen Stadtmauer.

## Entstehungsgeschichte

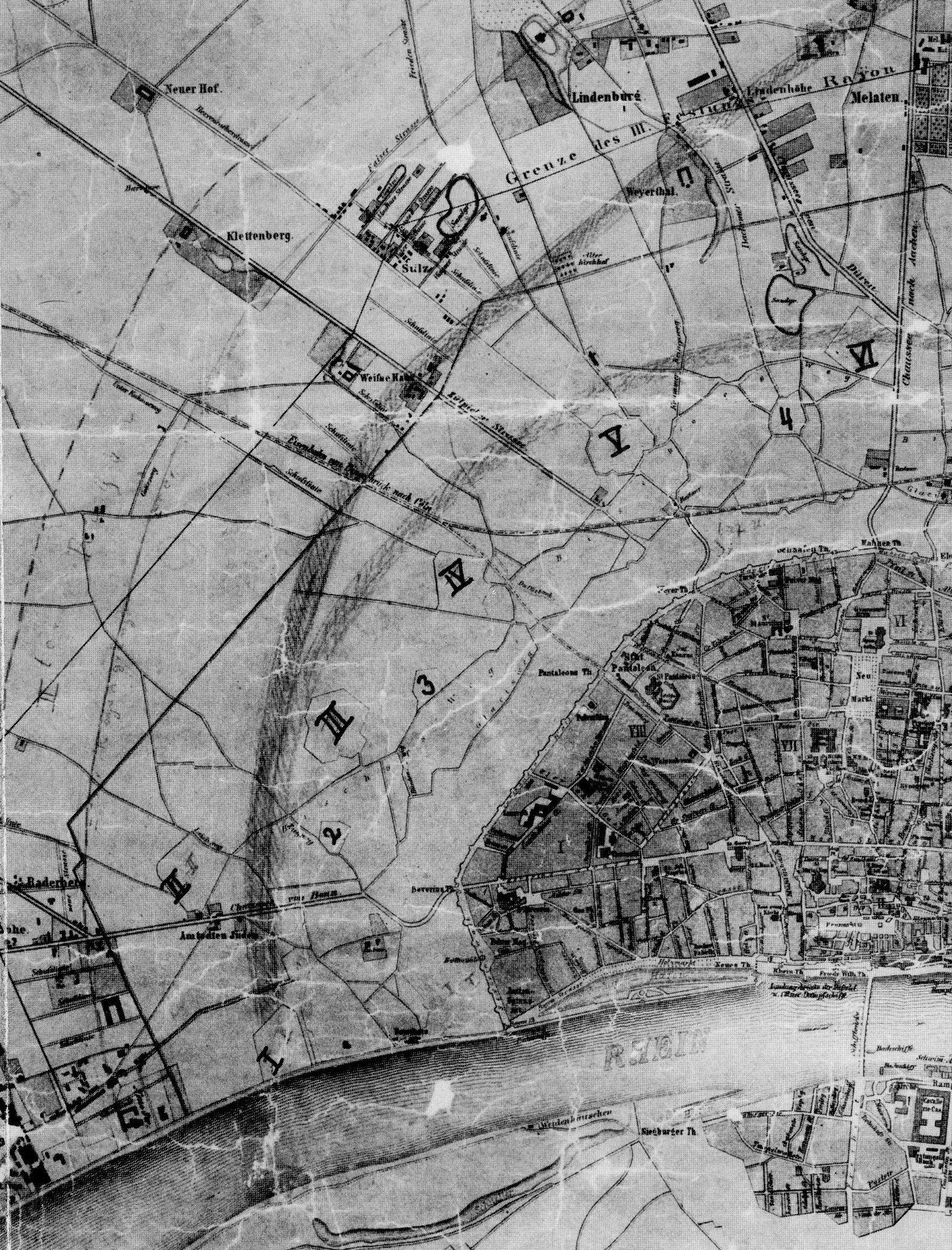
1874

Über den Bau des Bischofswegs ist wenig bekannt. Friedrich Everhard von Mering vermutete 1838 fälschlich, dass der Bischofsweg bereits von den Römern herrühre, weil das „Corpus iuris civilis“ darauf hindeute. Der erstmals 1429 als „Bischoffs straisse“ bzw. 1445 als „Busschofs wech“ erwähnte Bischofsweg verlief im Abstand von 300 bis 900 Metern halbkreisförmig um die Stadt. Er umzog im Mittelalter die ganze linksrheinische Stadt als Mark- oder Grenzscheide und teilte das Kölner Umland, den Kölner Burgbann, in einen inneren und einen äußeren Burgbannbereich. Die beiden Bereiche unterschieden sich deutlich in ihrer Landnutzung als Garten- und Ackerland. Auf der Fläche zwischen der mittelalterlichen Stadtmauer und den Bischofsweg herrschte Gartenbau vor, im äußeren Burgbannbezirk überwogen Ackerbau und Viehzucht. Der Gartenbau konzentrierte sich auf Gemüse- und Weinbau auf kleinen, durch Zäune oder Mauern abgegrenzten Parzellen. Damit fungierte der Bischofsweg auch als Landnutzungsgrenze. Als außerstädtische Ring- oder Sammelstraße stellte er, auch bedingt durch die vor 1528 erfolgte Schließung (Vermauerung) des Gereonstores, den Ausgangs- bzw. Endpunkt vor allem der aus dem Nordwesten auf die Stadt zulaufen Radialstraßen dar.
Seit Erzbischof Engelbert II. von Falkenburg (1261–1274) durfte der Erzbischof nicht mehr in der Stadt übernachten, sondern musste von seinem Quartier außerhalb auf dem so genannten „stillen Bischofsweg“ um die Stadt herum in seinen Hof einziehen. Bereits von Anno II. wird berichtet, dass er außerhalb der Stadt in St. Gereon übernachtete. Nach diesem Umstand hat der Weg seinen Namen erhalten. Nachweislich seit 1474 gibt es keine dauerhafte Besiedlung innerhalb des landwirtschaftlichen Areals. Als nämlich der Stadt im Juli 1474 die Belagerung durch Herzog Karl von Burgund drohte, ließ sie zahlreiche Bauten vor der Stadtmauer niederreißen. Das traf insbesondere die Bauten zwischen der Stadtmauer und dem Bischofsweg. 
Die Kölner Schweidkarte des Abraham Hogenberg von 1609 und die Tranchotkarte zeigen den Verlauf des „Bischoffs Weg“ und weisen nach, dass der Bischofsweg im Nordosten und Süden den größten Abstand zur Stadtmauer aufwies. Der Weg verlief vom Rheinufer im Norden über den Zuckerberg und südlich der heutigen Schillingstraße in Richtung Mediapark, über die Spichernstraße und die nördliche Brüsseler Straße zum Inneren Grüngürtel, durch den Aachener Weiher, entlang der Eisenbahntrasse (sog. „Westring“), im Bereich der Mosel- und der Volksgartenstraße, entlang der Wormser Straße, durch den Güterbahnhof Bonntor zur Bonner Straße (im Bereich der Ansiedlung Judenbüchel) und über die Trajanstraße und durch den Römerpark zum Rheinufer. Die Stadt Köln erwog 1791 ernsthaft den Verzicht auf fast alle Rechte außerhalb des vom Bischofsweg umschlossenen Gebiets, verwarf diese Pläne jedoch. In der Franzosenzeit bildete der Bischofsweg ab dem 5. Februar 1799 die Grenze zwischen den Kantonen Weiden und Köln.
Durch den Bau des Forts VI (1818–1823) und der Lünette 5 (bis 1841 Lünette 4) des inneren preußischen Festungsgürtels wurde der westliche Bischofsweg zwischen Antwerpener Straße und Lindenstraße als Hauptstraße aufgegeben. Dieser Abschnitt erhielt nunmehr als Feldweg den Namen „Alter Bischofsweg“. Die östlich der Festungswerke angelegte neue Straßenführung erhielt den Namen „Neuer Bischofsweg“. Am 6. April 1848 verordnete die „königliche Regierung zu Köln“, dass der um die Stadt führende Bischofsweg vollständig chaussiert sei, ein Chausseegeld jedoch nicht erhoben werde.
Viele der kleineren Wege und Straßen, die ihren Ausgang vom Bischofsweg nahmen, enden heute an der Universitäts- bzw. Inneren Kanalstraße. Der Bischofsweg wurde im November 1883 im Zuge der Stadterweiterung als Stadtgrenze aufgegeben. Durch die Anlage der Kölner Neustadt ab 1881 wurde der Bischofsweg überplant und ist nur noch in Form einzelner Nebenstraßen (Spichern-, Mosel-, Brüsseler und Wormer Straße) erhalten, ohne das man den historischen Zusammenhang erkennt.

## Ehemaliger Verlauf
Der Bischofsweg verlief als Straße von der Bonner Straße am Judenbüchel im Süden um die Stadt herum bis nach Riehl im Norden. Von dort führte die Grenze ohne bedeutende Wege bis zum Rhein. Orientiert man sich an heutigen Straßen, verlief er – von Süd nach Nord – ungefähr wie folgt:
1. Agrippina-Ufer/Römerpark (Beginn)
2. Eburonenstraße
3. Siegfriedstraße
4. Wormser Straße
5. Veledastraße (ehemalige Abkürzung)
6. Volksgartenstraße
7. Eifelplatz
8. Pfälzer Straße (südlicher Teil)
9. Moselstraße
10. Dasselstraße
11. Lützowstraße (ehemalige Abkürzung)
12. Jülicher Straße
13. Moltkestraße (bis Aachener Straße als ehemalige Abkürzung)
14. Brüsseler Straße (bis Antwerpener Straße als ehemalige Abkürzung)
15. Brüsseler Straße (ab Antwerpener Straße)
16. Spichernstraße
17. Neusser Straße/Schillingstraße
18. Balthasarstraße/Riehler Straße (südlicher Teil)
19. Worringer Straße (Ende)

Der heutige Bischofsweg ist eine Verbindung zwischen der Marktstraße in Köln-Raderberg und der Vorgebirgstraße in Köln-Zollstock; er verläuft nicht auf dem mittelalterlichen Weg, sondern erinnert lediglich an dessen Existenz.